# 32398 Métayer
32398 Métayer è un asteroide della fascia principale. Scoperto nel 2000, presenta un'orbita caratterizzata da un semiasse maggiore pari a 3,185315 UA e da un'eccentricità di 0,097053, inclinata di 5,639280° rispetto all'eclittica. Ha un diametro di 7,548 km.